# Gidadagalahalli, Madhugiri
Gidadagalahalli là một làng thuộc tehsil Madhugiri, huyện Tumkur, bang Karnataka, Ấn Độ.